# Tubular Beats
Tubular Beats je remixové album britského hudebníka Mika Oldfielda, který jej vytvořil společně s německým elektronickým duem York. Pro desku byly použity části původních vícestopých Oldfieldových nahrávek, které byly doplněny nově nahranými částmi. Album Tubular Beats, které bylo vydáno v Německu ve vydavatelství Edel, také obsahuje zcela novou píseň „Never Too Far“ s finskou zpěvačkou Tarjou Turunen.

## Seznam skladeb
| Pořadí         | Název                                           | Autor                      | Původní album                     | Délka |
| -------------- | ----------------------------------------------- | -------------------------- | --------------------------------- | ----- |
| 1.             | Let There Be Light (York Remix)                 | Oldfield                   | The Songs of Distant Earth (1994) | 7:34  |
| 2.             | Far Above The Clouds (York Remix)               | Oldfield                   | Tubular Bells III (1998)          | 7:27  |
| 3.             | Ommadawn (Mike Oldfield & York Remix)           | Oldfield                   | Ommadawn (1975)                   | 10:15 |
| 4.             | Guilty (Mike Oldfield & York Remix)             | Oldfield                   | singl (1979)                      | 7:52  |
| 5.             | Tubular Bells (Mike Oldfield & York Remix)      | Oldfield                   | Tubular Bells (1973)              | 10:38 |
| 6.             | To France (York & Steve Brian Radio Mix)        | Oldfield                   | Discovery (1984)                  | 3:34  |
| 7.             | Northstar (Mike Oldfield & York Remix)          | Oldfield                   | Platinum (1979)                   | 4:05  |
| 8.             | Moonlight Shadow (York & Steve Brian Radio Mix) | Oldfield                   | Crises (1983)                     | 3:31  |
| 9.             | Guilty (York & Mike's Electrofunkremix)         | Oldfield                   | singl (1979)                      | 4:52  |
| 10.            | Tubular Bells 2 (Mike Oldfield & York Remix)    | Oldfield                   | Tubular Bells II (1992)           | 7:52  |
| 11.            | Never Too Far (feat. Tarja Turunen)             | Oldfield, Stenzel, Turunen | —                                 | 8:42  |
| Celková délka: | Celková délka:                                  | Celková délka:             | Celková délka:                    | 76:25 |

## Obsazení
- Mike Oldfield – kytara, programování, remixování
- Steve Brian – programování, remixování
- Justin Nation – bicí, programování, syntezátory
- Odessa – vokály
- Jamie Stenzel – vokály
- Torsten Stenzel – programování, remixování
- John Gentry Tennyson – klavír
- Tarja Turunen – zpěv